# نورا سوينبورن
كانت ليونورا ماري جونسون (24 يوليو 1902 - 1 مايو 2000)، والمعروفة بإسم نورا سوينبورن، ممثلة إنجليزية ظهرت في العديد من الأفلام البريطانية. 

## بداية حياتها
ولدت سوينبورن في باث، سومرست، ابنة هنري سوينبورن جونسون وزوجته ليونورا تامار (ني برين). تلقت تعليمها في كلية روشولمي، ويستون سوبر مير، ودرست للمرحلة في الأكاديمية الملكية للفنون المسرحية. كعضو في Clive Currie's Young Players في عام 1914، ظهرت في Grand و Croydon و Court و Little Theaters خلال تلك السنة.      
في عام 1914، حضرت اختبارًا مع راقصة الباليه فيليس بيدلز ولاحقًا آنا بافولوفا التي اعتبرتها صغيرة جدًا، حتى لو كانت موهوبة جدًا، لفيلق الباليه. وبدلاً من ذلك، انضمت نورا إلى مدرسة Italia Conti حيث حصلت على أول دور حقيقي لها كممثلة طفلة في Where the Rainbow Ends. قدمت عرضًا في لندن وفي جميع المدن الكبرى في بريطانيا مقابل ثمانية عشر شلنًا (90 بنسًا) في الأسبوع.